# Terri Sewell
Terrycina Andrea "Terri" Sewell (Huntsville, Alabama, 1 de enero de 1965) es una política estadounidense del Partido Demócrata que sirve como Representante de EE. UU. Para el séptimo distrito congresional de Alabama desde 2011. 
Sewell fue la primera mujer negra elegida para el Congreso por Alabama. Sewell fue la única demócrata en la delegación congresional de siete miembros de Alabama. Sewell y la republicana Martha Roby, también elegidas en 2010, fueron las primeras mujeres elegidas para el Congreso de Alabama en las elecciones periódicas. 
Originaria de Selma, Sewell se graduó en la Universidad de Princeton, la Escuela de Derecho Harvard y la Universidad de Oxford. Es abogada de finanzas públicas.